# Marita Kramer
Sara Marita Kramer (Apeldoorn, 25 ottobre 2001) è una saltatrice con gli sci austriaca, campionessa del mondo nella gara a squadre a Oberstdorf 2021 e vincitrice della Coppa del Mondo nel 2022.

## Biografia

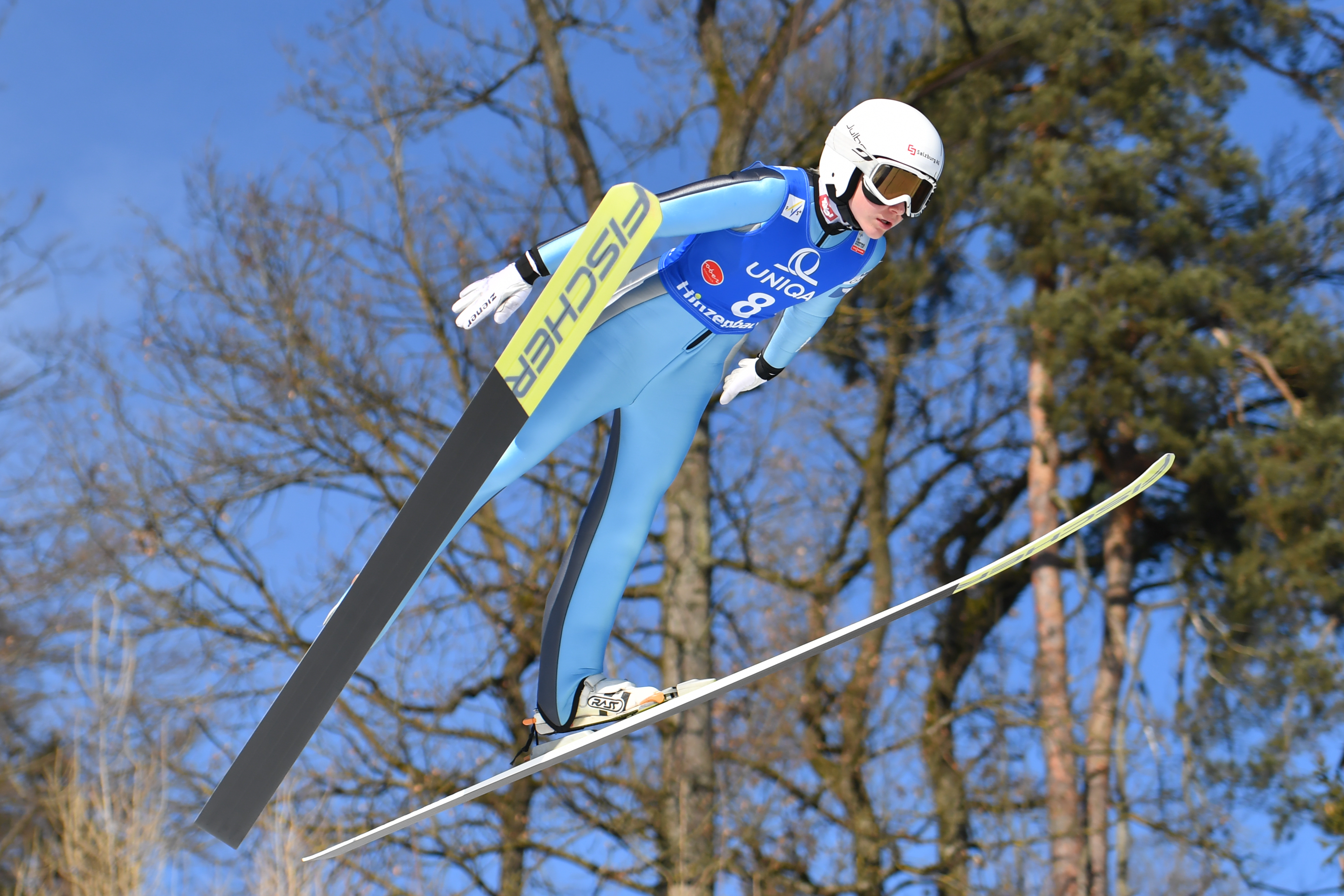
Marita Kramer in gara a Hinzenbach nel 2017

Nata a Apeldoorn, originaria di Maria Alm am Steinernen Meer e attiva in gare FIS dall'agosto del 2015, in Coppa del Mondo ha esordito il 4 febbraio 2017 a Hinzenbach (29ª) e ha conquistato la prima vittoria, nonché primo podio, l'11 gennaio 2020 a Sapporo. Ai Mondiali di Oberstdorf 2021, sua prima presenza iridata, ha vinto la medaglia d'oro nella gara a squadre, quella di bronzo nella gara a squadre mista e si è classificata 4ª sia nel trampolino normale, sia nel trampolino lungo; nella stagione 2021-2022 si è aggiudicata la Coppa del Mondo. Ai Mondiali di Planica 2023 si è piazzata 23ª nel trampolino normale e 12ª nel trampolino lungo; non ha preso parte a rassegne olimpiche.

## Palmarès

### Mondiali
- 2 medaglie:
  - 1 oro (gara a squadre a Oberstdorf 2021)
  - 1 bronzo (gara a squadre mista a Oberstdorf 2021)

### Mondiali juniores
- 4 medaglie:
  - 3 ori (trampolino normale, gara a squadre, gara a squadre mista a Oberwiesenthal 2020)
  - 1 bronzo (gara a squadre a Lahti 2019)

### Coppa del Mondo
- Vincitrice della Coppa del Mondo nel 2022
- 31 podi (23 individuali, 8 a squadre):
  - 20 vittorie (15 individuali, 5 a squadre)
  - 5 secondi posti (4 individuali, 1 a squadre)
  - 5 terzi posti (4 individuali, 2 a squadre)

#### Coppa del Mondo - vittorie
| Data             | Località            | Nazione  | Trampolino                                                                |
| ---------------- | ------------------- | -------- | ------------------------------------------------------------------------- |
| 11 gennaio 2020  | Sapporo             | Giappone | Ōkurayama HS137                                                           |
| 18 gennaio 2020  | Zaō                 | Giappone | Yamagata HS102 (con Daniela Iraschko, Chiara Hölzl ed Eva Pinkelnig)      |
| 22 febbraio 2020 | Ljubno              | Slovenia | Logarska dolina HS94 (con Daniela Iraschko, Eva Pinkelnig e Chiara Hölzl) |
| 18 dicembre 2020 | Ramsau am Dachstein | Austria  | W90-Mattensprunganlage HS98                                               |
| 30 gennaio 2021  | Titisee-Neustadt    | Germania | Hochfirst HS142                                                           |
| 31 gennaio 2021  | Titisee-Neustadt    | Germania | Hochfirst HS142                                                           |
| 20 marzo 2021    | Nižnij Tagil        | Russia   | Aist HS97                                                                 |
| 21 marzo 2021    | Nižnij Tagil        | Russia   | Aist HS97                                                                 |
| 26 marzo 2021    | Čajkovskij          | Russia   | Snežinka HS102                                                            |
| 28 marzo 2021    | Čajkovskij          | Russia   | Snežinka HS102 (con Daniela Iraschko, Sophie Sorschag e Chiara Hölzl)     |
| 28 marzo 2021    | Čajkovskij          | Russia   | Snežinka HS140                                                            |
| 26 novembre 2021 | Nižnij Tagil        | Russia   | Aist HS97                                                                 |
| 5 dicembre 2021  | Lillehammer         | Norvegia | Lysgårdsbakken HS140                                                      |
| 10 dicembre 2021 | Klingenthal         | Germania | Vogtland Arena HS140                                                      |
| 11 dicembre 2021 | Klingenthal         | Germania | Vogtland Arena HS140                                                      |
| 17 dicembre 2021 | Ramsau am Dachstein | Austria  | W90-Mattensprunganlage HS98                                               |
| 29 gennaio 2022  | Willingen           | Germania | Mühlenkopf HS145                                                          |
| 25 febbraio 2022 | Hinzenbach          | Austria  | Aigner HS90 (con Chiara Hölzl, Jacqueline Seifriedsberger e Lisa Eder)    |
| 3 marzo 2022     | Lillehammer         | Norvegia | Lysgårdsbakken HS140                                                      |
| 10 dicembre 2022 | Titisee-Neustadt    | Germania | Hochfirst HS142 (con Michael Hayböck, Eva Pinkelnig e Stefan Kraft)       |